# La via del male (Galbraith)
La via del male (Career of Evil) è il terzo romanzo della serie Cormoran Strike, scritto da J. K. Rowling e pubblicato con lo pseudonimo di Robert Galbraith. È preceduto da Il richiamo del cuculo e da Il baco da seta. Il romanzo è stato pubblicato il 20 ottobre 2015 negli Stati Uniti d'America e il 22 ottobre 2015 nel Regno Unito.
In Italia, è uscito il 9 giugno 2016, edito da Salani nella traduzione di Francesco Bruno.

## Trama
Nel 2011, un anno dopo aver risolto il caso di Owen Quine, l'agenzia investigativa di Cormoran Strike è in piena attività, e Robin Ellacott, una volta completato il suo corso di sorveglianza e controsorveglianza, è diventata sua socia. Lo sviluppo della loro relazione professionale ha creato tensioni tra la ragazza e il suo fidanzato Matthew, che sposerà di lì a pochi mesi.
Un giorno Robin riceve un pacco destinato a lei, che si rivela contenere la gamba amputata di una donna assieme a un biglietto recante un verso di Mistress of the Salmon Salt, una canzone dei Blue Öyster Cult. Poiché lo stesso verso era tatuato sull'inguine della madre di Strike, l'investigatore capisce che il reale obiettivo dello stalker era lui, e che si tratta di qualcuno che evidentemente lo conosce bene e cova rancore nei suoi confronti.
La polizia è orientata verso "Digger" Malley, un gangster contro il quale Strike aveva testimoniato anni addietro; il detective è però poco convinto che si tratti di lui, poiché la sua testimonianza era stata fornita anonimamente e ritiene improbabile che il criminale abbia ordito un piano così cruento. Strike pensa piuttosto a tre figure del suo passato: il primo è Noel Brockbank, un ex- commilitone pedofilo che Strike aveva contribuito a far cacciare dall'esercito; il secondo è un collega poliziotto, Donald Laing, che Strike aveva battuto in un match pugilistico causandogli danni cerebrali, e che successivamente aveva fatto arrestare per abuso sessuale su sua moglie e suo figlio neonato. L'ultimo sospettato è Jeff Whittaker, ultimo compagno di sua madre, che Strike ritiene responsabile della di lei morte.
Mentre la polizia si concentra su Digger, Strike e Robin intraprendono un'indagine privata per risalire al colpevole, anche allo scopo di evitare il tracollo dell'agenzia a causa della cattiva pubblicità. I due scoprono che nei mesi precedenti Strike aveva ricevuto delle lettere da una ragazza affetta da BIID che chiedeva il suo aiuto per amputarsi una gamba; quando la polizia ritrova il resto del cadavere smembrato e lo identifica con una ragazza di nome Kelsey, i due indagano per scoprire se effettivamente lei fosse la mittente. Intanto, Robin scopre un tradimento di Matthew e lo lascia; durante la breve separazione, rivela a Cormoran di essere stata violentata da ragazza: il trauma le aveva impedito di laurearsi, ma era riuscita a incastrare il suo aggressore e a mandarlo in prigione, coltivando poi il sogno di diventare una detective. Successivamente il criminale invia a Robin un bigliettino contenente un dito del piede di Kelsey e un'altra citazione dei Blue Oyster; a quel punto Strike e Robin si imbarcano in un viaggio per l'Inghilterra sulle tracce dei tre sospettati, ricostruendo i loro movimenti degli ultimi anni e scoprendo che tutti e tre si trovano a Londra.
Mentre Strike e Robin indagano, gli affari dell'agenzia vanno sempre peggio a causa del fatto che i due si trovino al centro della cronaca; il criminale inoltre colpisce altre due volte, prendendo macabri trofei dalle vittime e guadagnandosi il soprannome di Squartatore di Shacklewell. La stessa Robin viene assalita e ferita mentre si trova sulle tracce di Whittaker. Strike arriva a un'intuizione che gli permette di identificare il killer, ma i suoi rapporti con la polizia diventano tesi, anche perché Robin prende l'iniziativa di andare a salvare le figlie della donna che vive con Brockbank, sulla quale lei ha indagato scoprendo che probabilmente lui ha perpetrato altri abusi. In seguito a questo evento Strike licenzia Robin, sia a causa della sua insubordinazione che per sottrarla alle attenzioni dello Squartatore e della polizia.
Strike ordisce un piano per incastrare l'assassino: utilizza una finta sostituta di Robin per attirare la sua attenzione, mentre si introduce nell'abitazione del criminale, che è Donald Laing. L'uomo aveva adottato un'identità fasulla e si era fidanzato con la sorella di Kelsey (Strike lo aveva addirittura incontrato nel corso delle sue indagini), mentre col suo vero nome aveva preso in affitto l'appartamento che Robin e Strike avevano tenuto sotto controllo, dove tuttavia lui non abitava sul serio. Dopo una colluttazione nel corso della quale viene ferito, Strike riesce a mettere fuori combattimento Laing e a consegnarlo alla polizia; anche Brockbank, fuggito in seguito all'imboscata di Robin, viene catturato. Strike riesce infine ad arrivare al matrimonio di Robin, lasciando intendere che la riprenderà con sé.

## Personaggi

### Principali
- Cormoran Strike: detective privato disabile, veterano della Guerra in Afghanistan ritiratosi in seguito alla perdita di una gamba in un campo minato.
- Robin Ellacott: precedentemente segretaria di Cormoran, ora sua socia in seguito a un corso di investigazione e controsorveglianza.

### Altri personaggi
- "Digger" Malley: un gangster della malavita sul quale si concentrano i sospetti della polizia londinese, poiché in passato aveva inviato un pene amputato a un collaboratore di giustizia. Strike aveva testimoniato contro di lui in seguito a un'indagine, ma il detective non lo ritiene colpevole in quanto la testimonianza era stata data in maniera del tutto anonima. Presto Malley verrà scagionato in quanto nei giorni dell'assassinio di Kelsey si trovava in Spagna.
- Donald Laing: scozzese ex militare dall'indole violenta. Strike lo aveva inizialmente incontrato nel corso di un match di pugilato, durante il quale Laing era stato squalificato per averlo morso in faccia; successivamente si era imbattuto nuovamente in lui nel corso di un'indagine, salvando sua moglie e suo figlio neonato dai suoi abusi. Per questo Laing era stato condannato a 16 anni di reclusione. Nonostante la sua tendenza alla forza bruta, Laing era in grado di convincere chiunque altro delle sue buone intenzioni.
- Noel Brockbank: Un altro ex-commilitone di Strike, arrestato per pedofilia; in seguito alle sue resistenze all'arresto, Strike lo aveva tramortito causandogli apparentemente una commozione cerebrale (in realtà essa era stata causata da un precedente trauma cranico). Durante il periodo degli abusi, una volta aveva minacciato la sua figliastra di tagliarle la gamba, cosa che porta Strike a sospettare di lui.
- Jeff Whittaker: ultimo compagno di Leda, madre di Strike, anche se in realtà è poco più vecchio di quest'ultimo. Cantante fallito, aveva sposato Leda nella vana speranza che gli portasse fama e ricchezza; quando questa era morta, aveva lasciato a lui i suoi pochi averi. Strike aveva testimoniato contro di lui poiché pensava che l'overdose che aveva ucciso sua madre fosse stata indotta da Jeff, ma questi era stato assolto per insufficienza di prove.
- Shanker: un malvivente specializzato nello spaccio di droghe, amico di Strike poiché sua madre Leda lo aveva accolto in casa sua in seguito a una rissa. Shanker aiuta Strike nella sua indagine grazie ai suoi contatti nella malavita, ma nonostante l'affetto che gli porta non rinuncia ad essere pagato profumatamente; aiuterà poi Robin a salvare due bambine dagli abusi di Brockbank e, affezionatosi alla ragazza, accompagnerà Strike al suo matrimonio senza pretendere nulla in cambio.
- Eric Wardle: detective di Scotland Yard incaricato del caso dello Squartatore di Shacklewell. In discreti rapporti con Strike, lo aiuterà nella sua indagine finché il caso non gli verrà tolto a causa della morte accidentale di suo fratello.
- Roy Carver: sostituto di Wardle, ce l'ha a morte con Strike poiché questi l'ha umiliato risolvendo autonomamente il caso di Lula Landry. Pertanto gli impedirà l'accesso ai materiali d'indagine e cercherà in tutti i modi di ostacolarlo.
- Matthew Cunliffe: fidanzato da molti anni con Robin, i due attraverseranno una fase di profonda crisi dovuta alla scoperta di una sua infedeltà da parte della ragazza. Successivamente i due si riappacificano e convolano a nozze, ma la gelosia di Matthew nei confronti di Strike non si esaurirà.
- Elin Toft: all'inizio della storia è la nuova fiamma di Strike. Violinista e presentatrice della BBC, è una donna bella ma emotivamente fragile, e la relazione con Cormoran sarà influenzata dal suo lavoro e dall'indagine, fino a concludersi bruscamente.

## Adattamento
Nel dicembre 2014 BBC One annunciò che la serie di Cormoran Strike sarebbe stata adattata in una serie televisiva. Tom Burke interpreterà il protagonista. Rowling sarà produttrice della serie attraverso la sua casa di produzione Brontë Film and Television. Tom Edge adatterà La via del male, diviso in due puntate.